# Базиліка Нотр-Дам де ла Дорад
Базиліка Нотр-Дам де ла Дорад (фр. Basilique Notre-Dame de la Daurade) — католицька церква в Тулузі, Франція. Розташована на березі річки Гаронна. З 1876 року має статус малої базиліки. З 1963 року є історичним пам'ятником Франції.

## Світлини

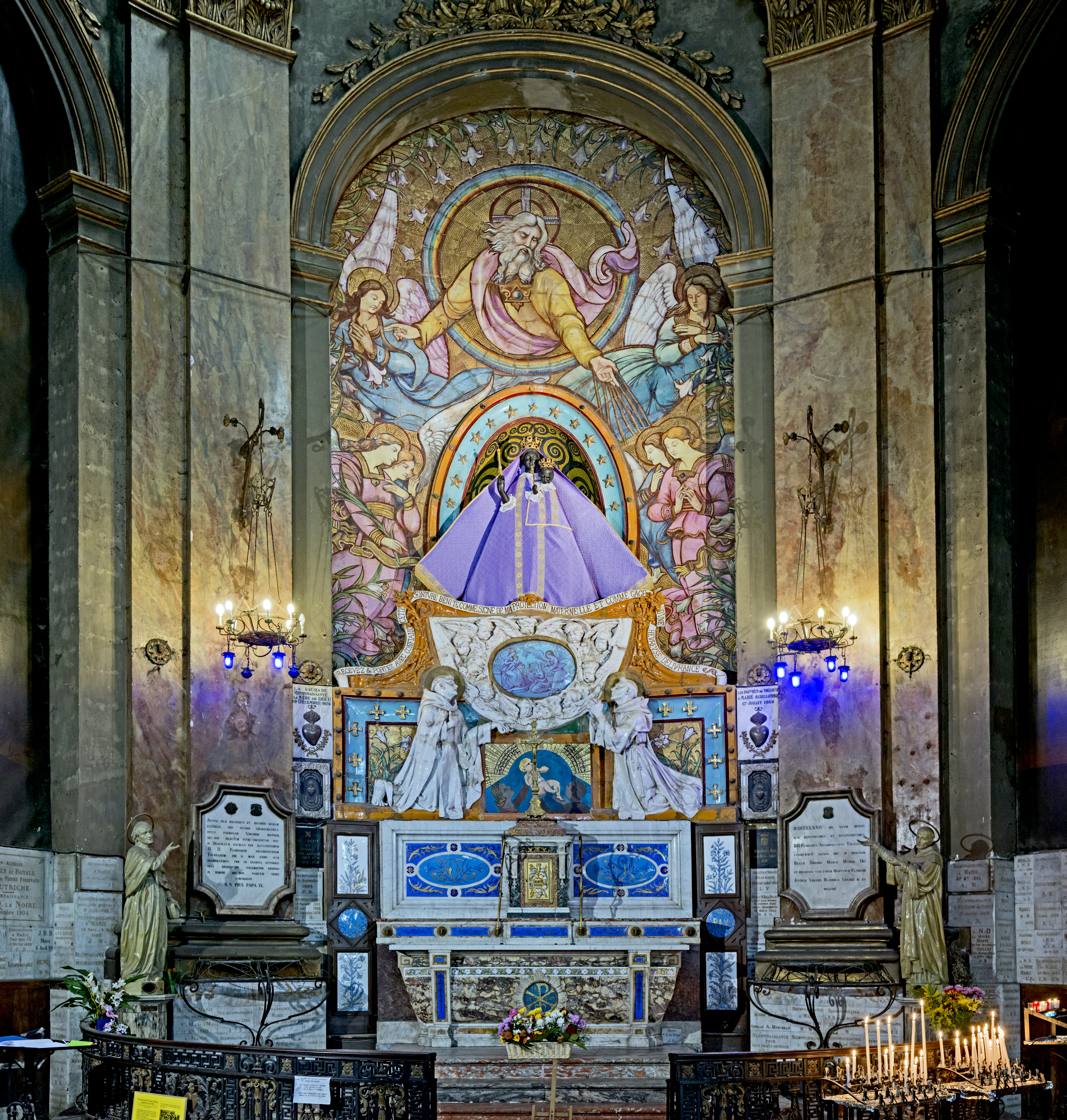
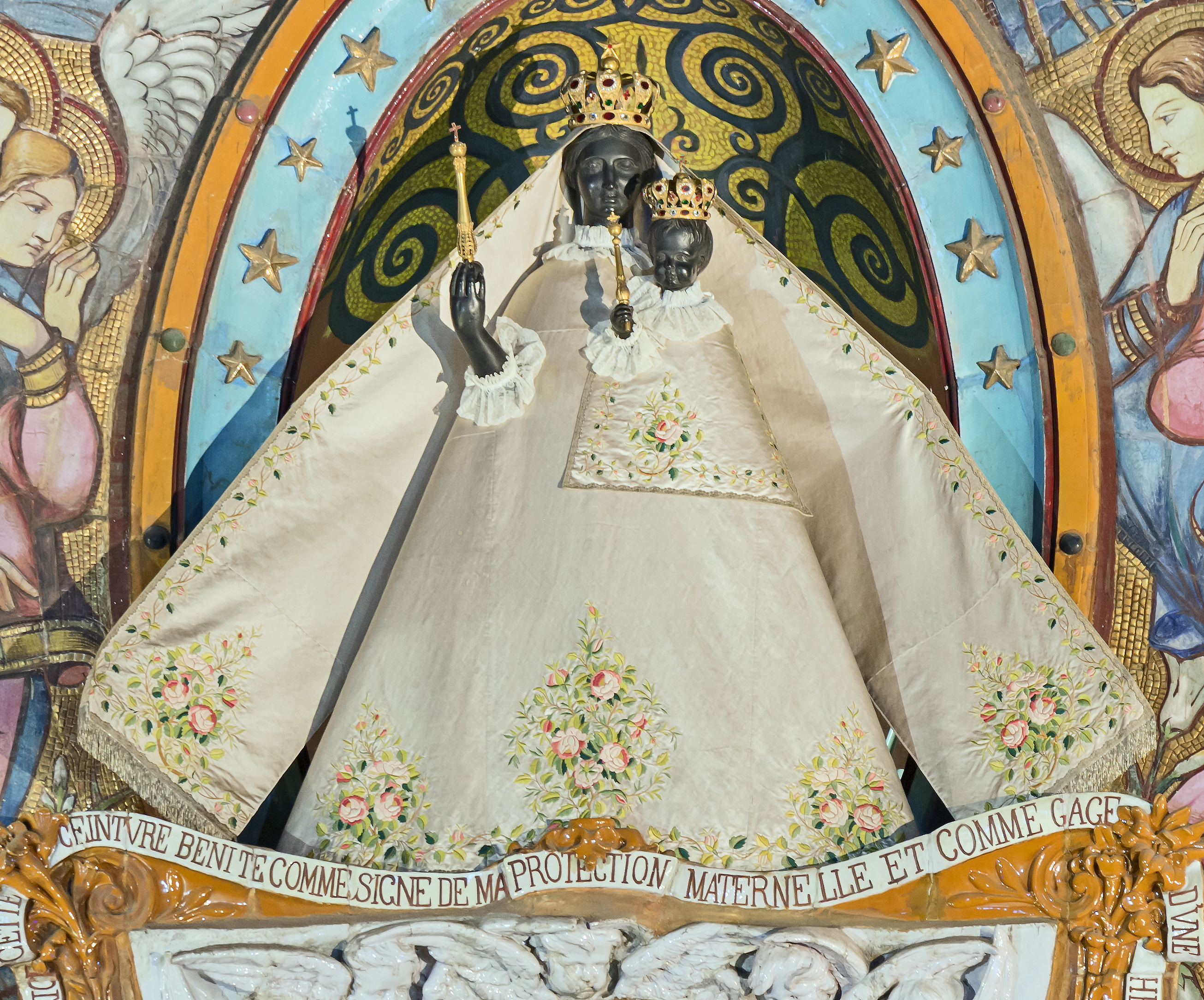
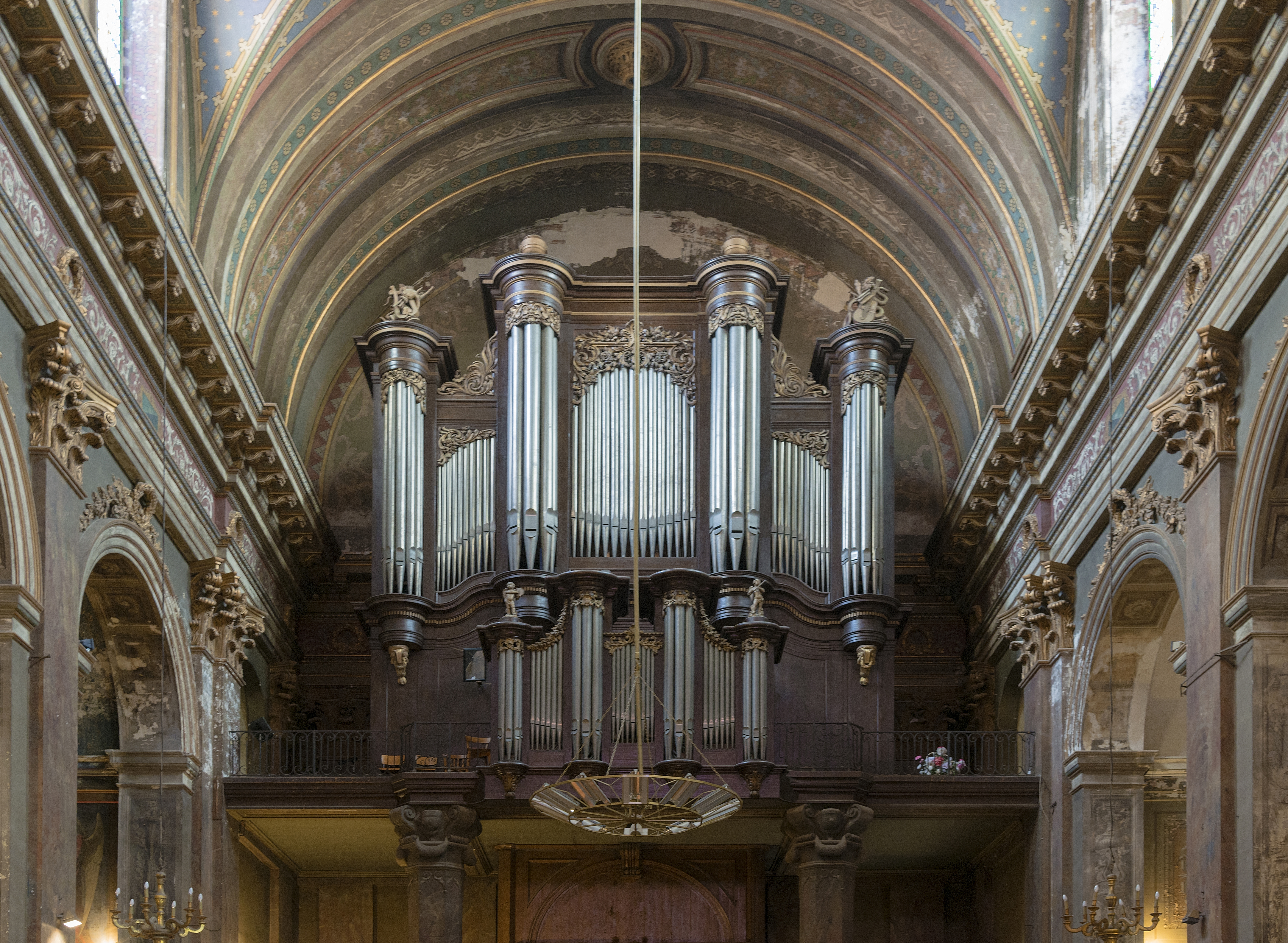
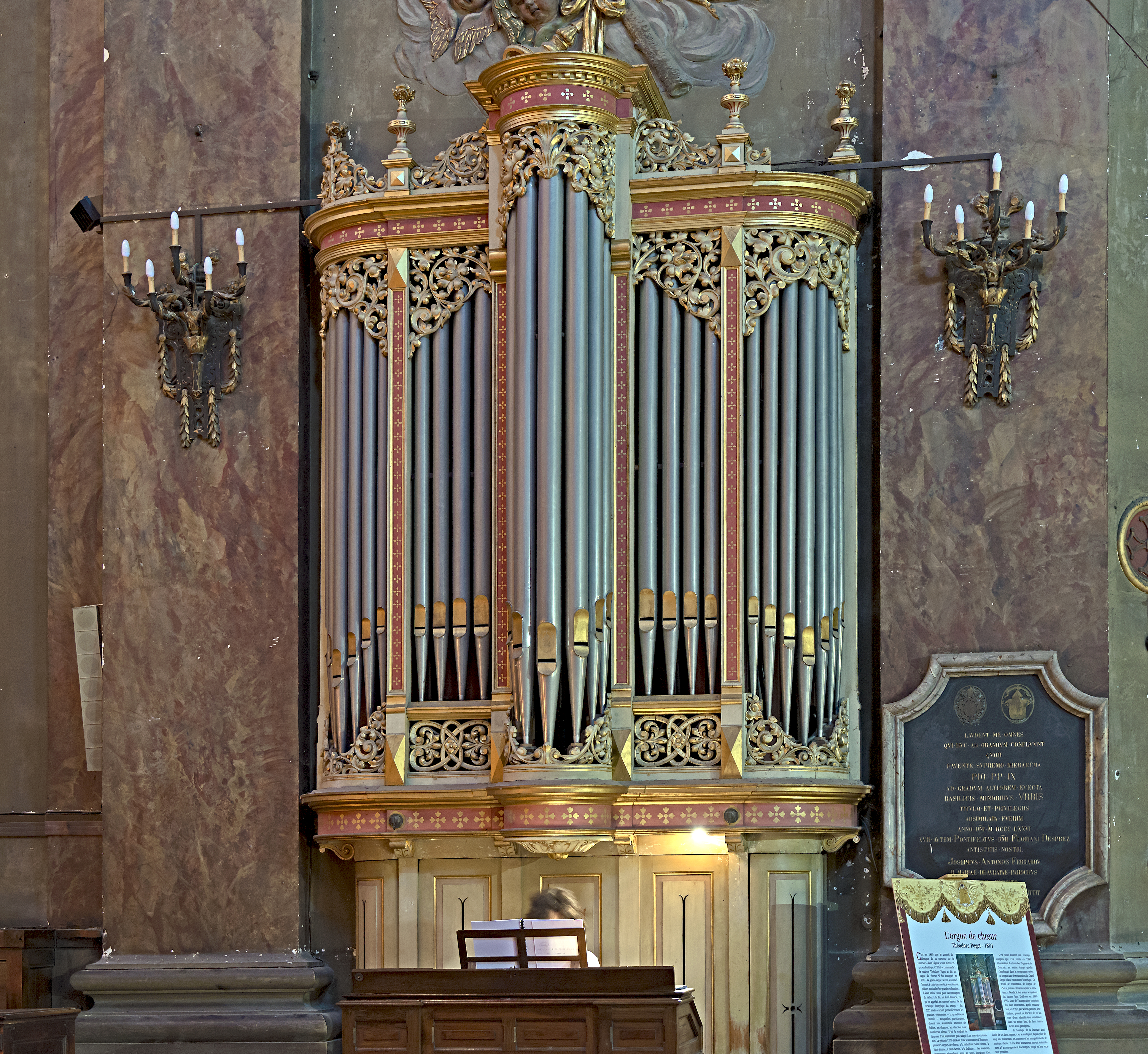
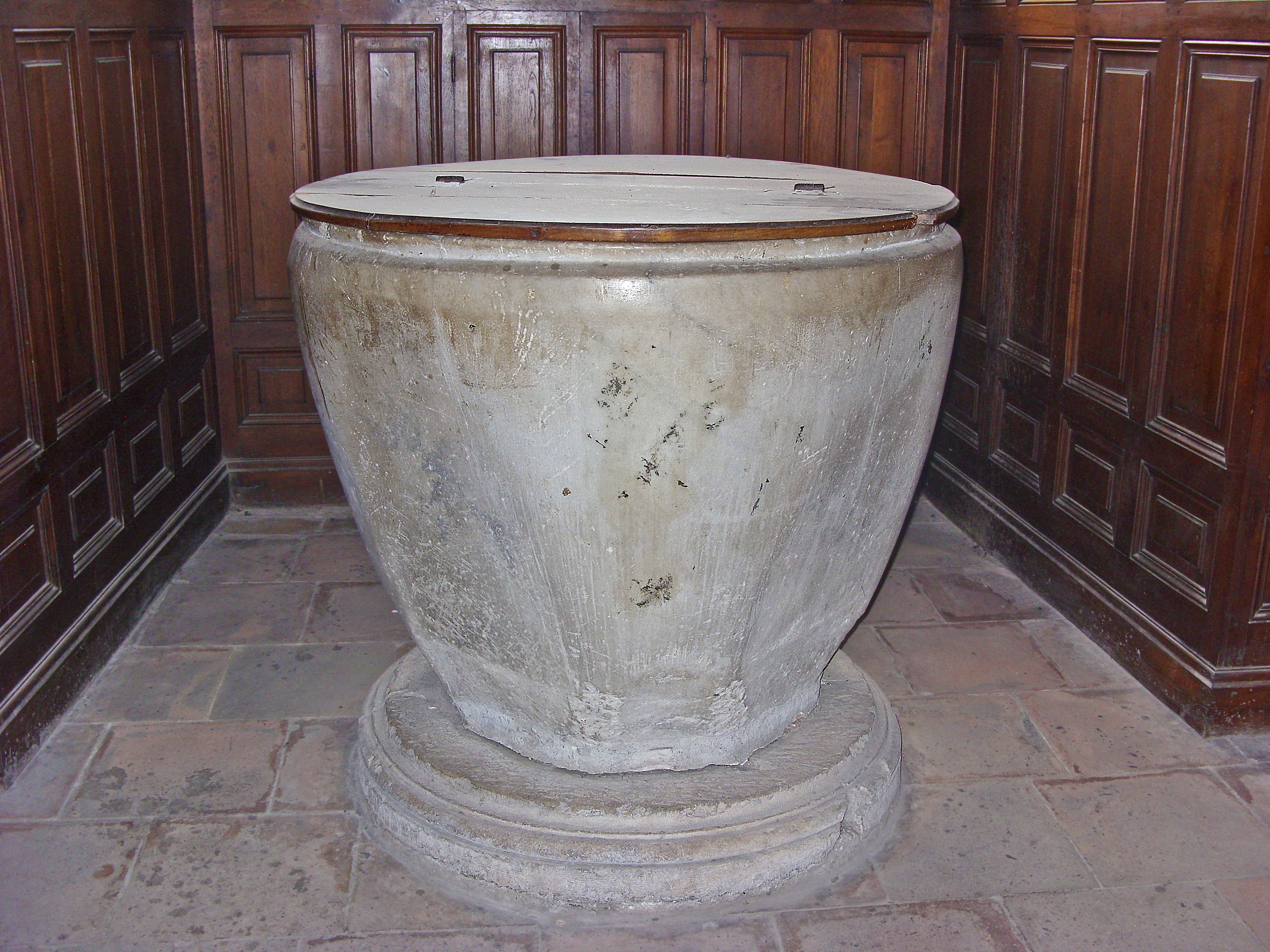
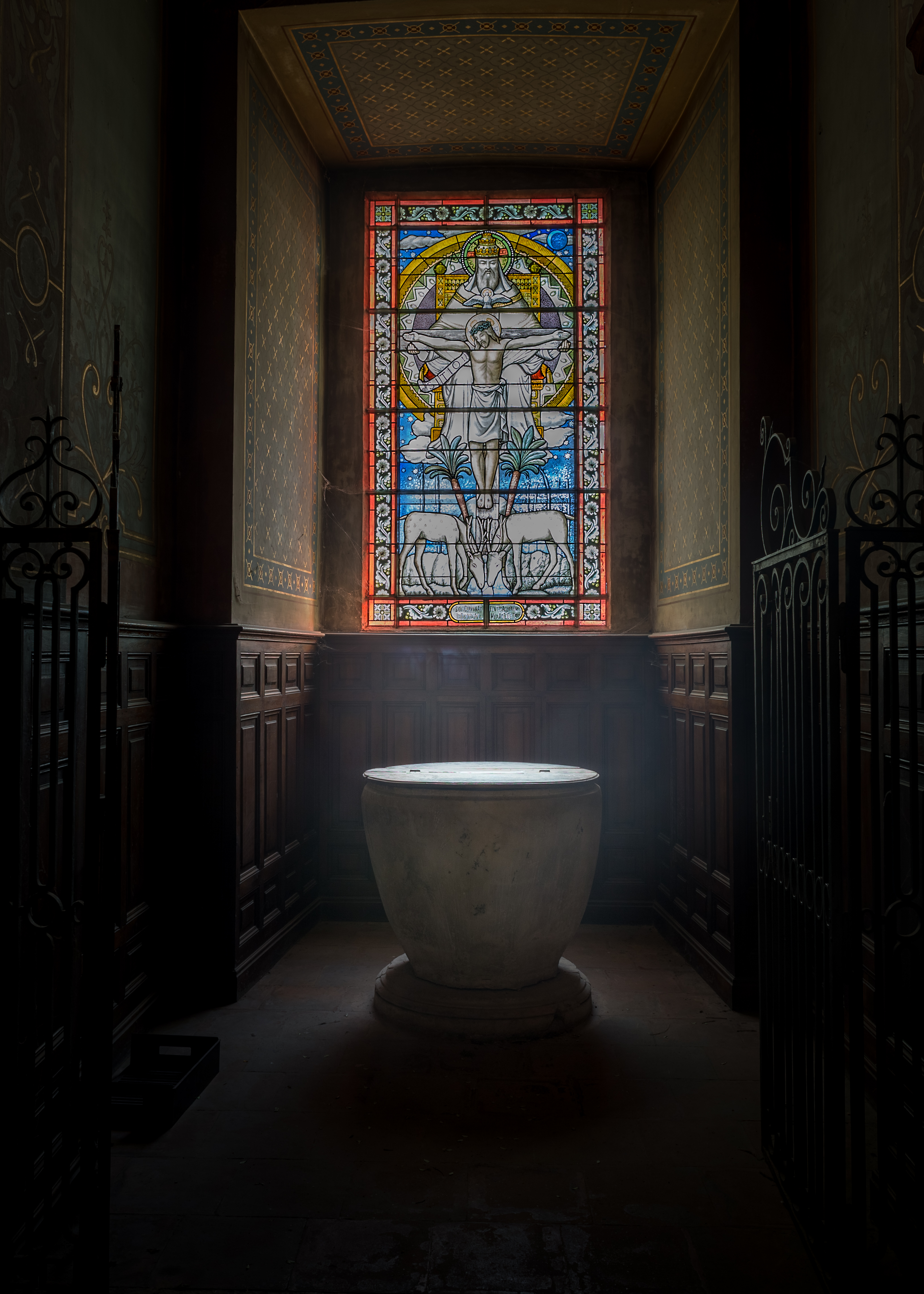
B
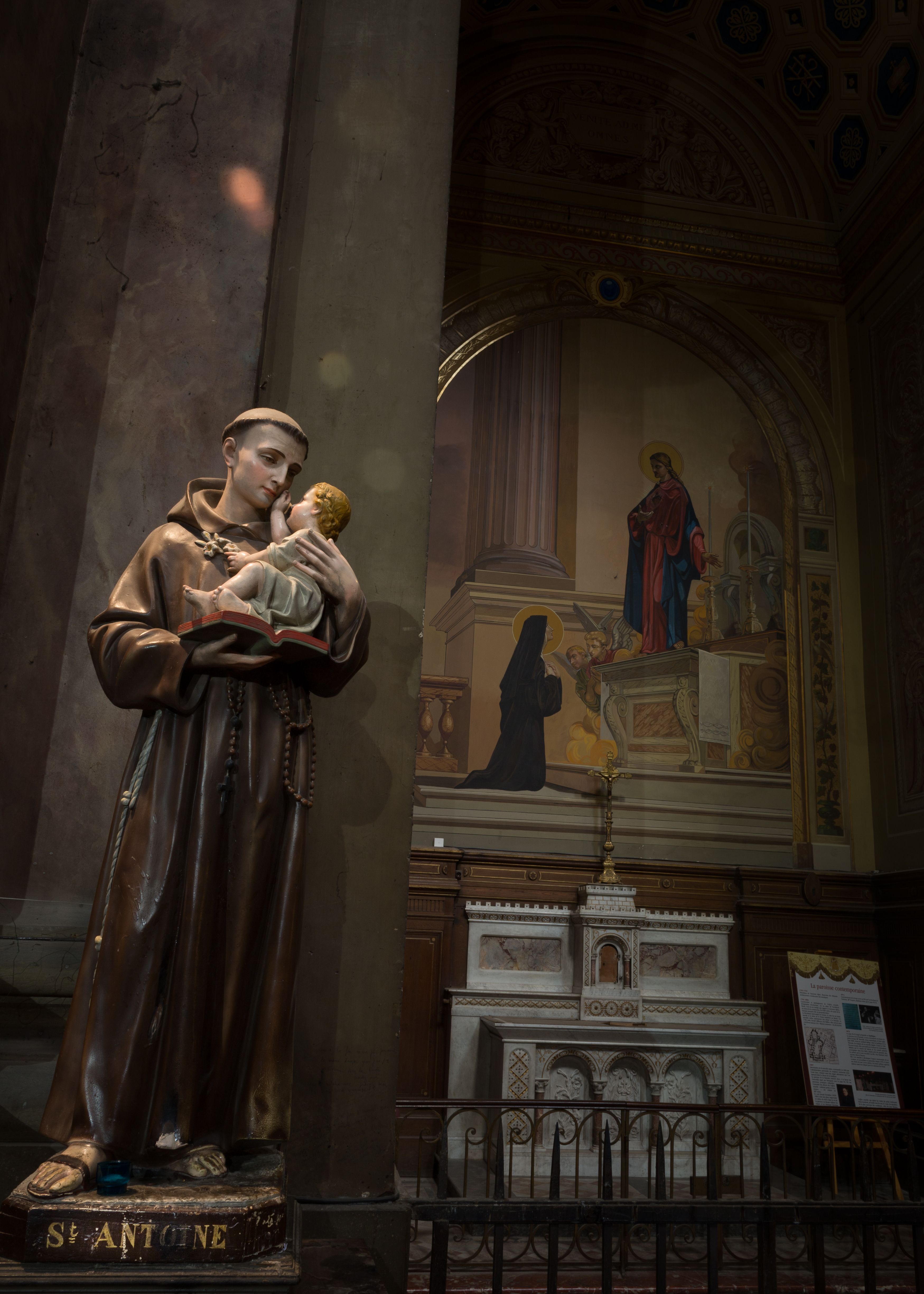